# キャラの!
『キャラの!』は、ホビージャパンが刊行していたライトノベル雑誌（『月刊ホビージャパン』増刊）。AB判。
雑誌名は「キャラクター」と「ラノベ」（「ライトノベル」の略称）を組み合わせた造語。本項では、前身の『Novel JAPAN』についても解説する。なお、2006年より募集を開始したホビージャパン主催の文学賞・ノベルジャパン大賞は雑誌が存在しなくなったことから2011年より「HJ文庫大賞」へ名称が変更されている。

## 概要

### Novel JAPAN
2006年9月9日に創刊。B5判。長らく『月刊ドラゴンマガジン』（富士見書房、2008年5月号より隔月刊化）しか存在しなかった月刊のライトノベル誌としては2番目の創刊となる。
当初は原則、毎月10日発売であったが2007年3・4月合併号より毎月30日に発売日を変更。2007年7月号まで全9号が発行され、編集体制は『キャラの!』へ継承された。
連載作品の巻頭ピンナップが毎号掲載されており、表が五代ゆう・いのまたむつみの『アレクシオンサーガ』、裏が別作品になっていた。

### キャラの!
2007年6月30日に『Novel JAPAN』より改題・新装刊。2008年3月号までは毎月30日発売の月刊誌であったが、同年より隔月刊化し奇数月30日（30日が日曜日の場合は29日）発売となった後、2009年3月号（1月30日発売）を以て休刊した。全14号。
連載作品はHJ文庫より刊行。また、小説以外に漫画やテーブルトークRPGのリプレイ、新刊（他社刊行のタイトル含む）の発売予定・書評も掲載されていた。
2008年5月号までは毎号、トレーディングキャラプレートが付録になっていた。プレートのデザインは毎号2〜4種類が用意されており、どれが封入されているかは購入・開封後でなければわからない仕様であった。

## 主な掲載作品
- アイドルマスター XENOGLOSSIA 伊織サンシャイン!（涼風涼）
- AKUMAでメイド（わかつきひかる）
- アレクシオン・サーガ（五代ゆう）
- 串刺しヘルパー さされさん（木村航）
- グロリアスドーン（庄司卓）
- 激闘! クイーンズブレイド（沖田英次）
- ゴッデス!（ひかわ玲子）
- 蹂躙者たちの街（神坂一）
- せんすいかん（水城正太郎）
- 装甲騎兵ボトムズ コマンドフォークト（野崎透）
- 超鋼女セーラ外伝 超鋼聖女ベッキー（寺田とものり）
- ドラグーン・デリバリー 竜の背はまごころを運ぶ（佐々原史緒）
- 日本上空いらっしゃいませ（佐々原史緒）
- ネバーランド・クロニクル（高殿円）
- ブレイド・ダンサーズ（高橋ショウ）
- ブレスレス・ハンター（葛西伸哉）
- ふくろおんな（浅井ラボ）
- ほうこぐさ（渡辺まさき）
- 舞-HiME★DESTINY 龍の巫女（伊吹秀明）
- 舞-HiME狂走曲  猫姫@日記（涼風涼）
- ムネモシュネの娘たち2008（大野木寛）
- 模造王女騒動記 フェイク・フェイク（榊一郎）

### 漫画・イラストストーリー
- くじびきシスタ～ず（牛木義隆/原作：清水文化）
- シュシュシュの朱（しまだわかば）
- 猫耳のナクザ（田中久仁彦）
- ファニーデビルにお願い（岡田麗弥）
- おしえて（プリーズ）名言さん!（下北澤鈴成）
- プリンセス オブ プリンセス（Kane-P&アジサシ）
- 魔法の海兵隊員ぴくせる☆まりたん（ヒライユキオ）

### リプレイ
- ダンジョンズ&ドラゴンズ

### コラム・エッセイ他
- 原稿料泥棒（浅井ラボ/画・弘司）
- 淑女的日常（川村万梨阿/画・椋本夏夜）
- 誕生石シリーズ（高田明美）
- 鎌倉姉弟社 オタクの御宅（金澤尚子&水城正太郎）
- 五代ゆう&榊一郎の小説指南!?